# Pütter See
Der Pütter See ist ein See in der Gemeinde Lüssow im Landkreis Vorpommern-Rügen. Er liegt direkt nordöstlich des Ortes Pütte in der Gemeinde Pantelitz. Das Gewässer ist Bestandteil des Naturschutzgebietes Borgwallsee und Püttersee. 
Namensgebend ist der Ortsteil Pütte der Gemeinde Pantelitz, der am Westufer des Sees liegt. Das Westufer des Sees ist Gemeindegrenze. Der Pütter See liegt 600 Meter nördlich des Borgwallsees, von dem der Zufluss über den Mühlgraben erfolgt. Im Norden fließt der See über den Mühlgraben in Richtung des Stralsunder Moorteiches und im Südwesten entwässert der See über das Pütter Moor zur Barthe. 200 Meter nördlich des Ufers liegen die Bahnlinie und die Bundesstraße 105 von Rostock nach Stralsund. Die Ufer sind fast vollständig mit Schilf bewachsen, im südlichen Drittel liegt eine kleine, bewaldete Insel (Die Werder) von 0,3 Hektar. Die der Insel vorgelagerten Unterwasserbereiche wurden 1994 und 1995 unterwasserarchäologisch untersucht, wobei eine slawische Besiedlung nachgewiesen werden konnte. Der See hat eine Nord-Süd-Ausdehnung von etwa 1100 Metern und eine West-Ost-Ausdehnung von etwa 500 Metern.
Der See war ursprünglich durch eine 17 Meter tiefe Verbindung mit dem Borgwallsee verbunden, die sich mit Faulschlamm und Torf füllte.